# Большое Пальцино (Ульяновская область)
Большое Пальцино — исчезнувшая деревня Чердаклинского района Ульяновской области РСФСР, существовавшая до 1955 года. Затоплена Куйбышевским водохранилищем. С 2004 года остатка деревни (Пальцинский остров) на территории Заволжского района Ульяновского городского округа.

## География
Деревня располагалась на левом берегу реки Волга, напротив Пальцинского острова (будет затоплен  Куйбышевским водохранилищем), образованного основным руслом и протокой Воложка, между  деревней Малое Пальцино и селом Алексеевка,  в 12 км севернее Ульяновска  и в 7 км от Заволжского района Ульяновска.

## Топоним
Название Пальцино (Палицино), возможно происходит:
1-й вариант — от слова «палица» — деревянное холодное оружие, похожее на дубину;
2-й вариант — стрельцы, прибывшие основывать новое поселение, как опорный форпост, были из д. Пальцино Нижегородской губернии или из д. Пальцино Ярославской губернии или из д. Пальцина Тверской губернии (ныне не существует);
3-й вариант — как имение дворянского рода Палицыны: кравчего Приказа Казанского Дворца князя Палицина Бориса Алексеевича или первого Предводителя дворянства Казанского наместничества (в то время входивший в него, как Синбирский уезд) — Пальцина Михаила Ивановича.
Для различия двух селений друг от друга: старое большое село названо Большое Пальцино, а новое и малое — Малое Пальцино.

## История
Впервые упоминается в 1615 году (лета 7123) как стрелецкий городок Палицыно Приказа Казанского дворца.
С конца XVIII века деревня принадлежала Столыпину Алексею Емельяновичу, а с 1810 года его сыну — Александру Алексеевичу, затем — Топорниным.
Ввиду того, что деревне некуда было расширяться, с севера находились заливные луга, с запада — протока Воложка (Пальцинская воложка), а с юга — гора с сосновым бором, княгиней Клавдии Николаевной Чегодаевой и помещиком Николаем Фёдоровичем Топорниным, было принято решение на месте хутора княгини создать ещё одну деревню — Малое Пальцино.
Поначалу, официально, деревни называли № 1-я и № 2-я, но затем, в 1890 году, деревни получили официальное название: № 1-я стала называться Малое Пальцино, а № 2-я — Большое Пальцино. В метрических книгах, с образованием Малого и Большого Пальцина, всё равно писали или «деревня Пальциной», или «деревня Пальцина», в зависимости кто был хозяин имения.
В 1892 году 17 губерний Российской империи охватил голод (1891—1892), вызванный засухой и, как следствие болезни — холера и тиф, которые затронули М. и Б. Пальцино.
В 1896 году в районе Пальцино проводил свои археологические раскопки археолог Поливанов Владимир Николаевич, названный «Пальцинским городищем».
На 1900 и 1910 годах в обоих деревнях есть ветряные мельницы.
С 1901 года в деревне начала действовать церковно-приходская школа.
В 1914 году началась Первая мировая война, на которой погибли или были ранены жители деревни.
В 1914 году упоминается о церковно-приходской школе, в которой учились 20 мальчиков и 15 девочек.
С установлением Советской власти в деревнях прошла Коллективизация, в ходе которой многие жители деревень пострадали.
В 1930-х годах образован колхоз «Приволжский», в который вошли: М. и Б. Пальцино, Алексеевка, Сосновка .
В 1938 году, близ сёл Б. и М. Пальцино была проведена разведка профессором А. П. Смирновым, которым были открыты два болгарских селища, из которых одно содержало также комплекс предболгарской эпохи, а другое — погребения срубной культуры бронзового века. Эти памятники были исследованы с помощью раскопок в 1954 году Куйбышевской экспедицией Института археологии АН СССР.
Многие жители Малого и Большого Пальцина ушли добровольцами на фронт Великой Отечественной войны и не вернулись.
С 1953 года жители деревень стали переселяться, рабочие Машзавода имени Володарского на Верхнюю Часовню, а колхозники — в новообразованные сёла: Архангельское, Юрьевку, новую Алексеевку и Рыбацкий.
В 1955 году затоплена Куйбышевским водохранилищем, а на месте холма с сосновым бором — начала Большого Пальцина, образовался остров названный «Пальцинским».

### Административно-территориальная принадлежность
В 1708 году деревня вошла в состав Синбирского уезда Казанской губернии.
С 1719 года в составе Синбирской провинции Астраханской губернии.
В 1728 году вернули в состав Синбирского уезда Казанской губернии.
С 1780 года деревня Палицына в составе Ставропольского уезда Симбирского наместничества.
С 1796 года в составе Ставропольского уезда Симбирской губернии.
С 1851 года в составе 2-го стана Ставропольского уезда Самарской губернии. Имение Гвардии штабс ротмистра Николая Федоровича Топорнина.
С 1860 года в составе Архангельской волости Ставропольского уезда Самарской губернии. Имение дв. М. А. Топорниной. Есть ветряная мельница. Прихожане деревень М. и Б. Пальцина, Алексеевских выселок (Алексеевка) относились к приходу церкви Святой Троицы села Сосновка.
С 1919 года, ввиду разукрупнения Ставропольского уезда, вошла в состав новообразованного Мелекесского уезда.
С 25 февраля 1924 года в составе Пальцинского сельсовета Мелекесского уезда Самарской губернии.
6 января 1926 года — в Мелекесском уезде Ульяновской губернии.
С 14 мая 1928 году — в Мелекесском районе Ульяновского округа Средне-Волжской области.
С 29 октября 1929 года — в Сосновском сельсовете Чердаклинского района Средне-Волжского края, с 30 июля 1930 года — Куйбышевского края и с 1936 года — Куйбышевской области.
С 19 января 1943 года в составе Сосновского сельсовета Чердаклинского района Ульяновской области.

## Население

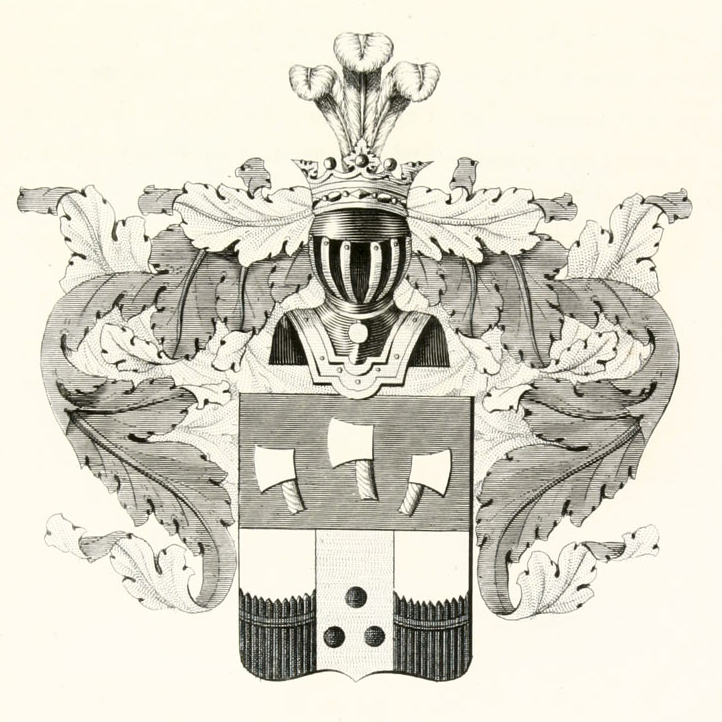
Герб дворянского рода Топорниных.

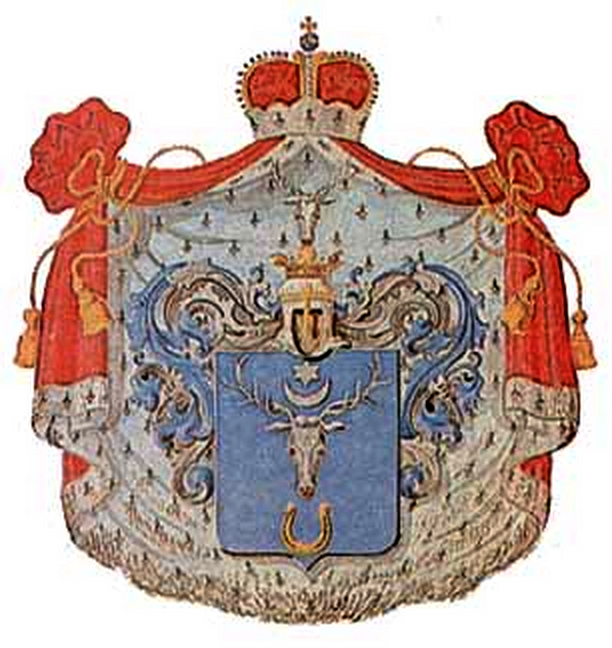
Герб княжеского рода Чегодавых.

| Год  | Число дворов | Муж. пола     | Жен. пола  | Общее число   |
| ---- | ------------ | ------------- | ---------- | ------------- |
| 1780 | —            | —             | —          | 93 (рев. душ) |
| 1859 | 49           | 243           | 261        | 504           |
| 1889 | 64           | 95 (рев. душ) | (не указ.) | 329           |
| 1900 | 57           | 200           | 232        | 432           |
| 1910 | 90           | 227           | 283        | 380           |
| 1928 | 135          | 296           | 334        | 630           |
| 1930 | 153          | —             | —          | 670           |

## Известные уроженцы и жители
- Васильчев Михаил Евдокимович (1906—1980) — командир 316-го гвардейского миномётного полка;
- Кузнецов, Михаил Дмитриевич (1908—1944) — советский военный деятель, командир 74-й стрелковой дивизии.
- За высокие показатели в труде многие труженики колхоза «Приволжский» (М. и Б. Пальцино, Алексеевка, Сосновка) были удостоены государственных наград: П. Г. Василичев, А. А. Репьева и Н. Г. Хазова — награждены орденами Ленина, А. К. Волкова, Е. В. Мокеева, О. Я. Галактионова, Е. А. Кузнецова, Ф. Г. Хижина, А. В. Чугунова, М. П. Фролова, Е. Ф. Цуканова — орденами Трудового Красного Знамени, орденами «Знак Почёта» — К. И. Кузнецова, Н. А. Васильчев, А. А. Васильева, А. Д. Онюшкина, М. В. Сусляева, В. П. Чублуков, Т. П. Прохорочев и многие другие.